# ГЕС Ānjiāng
ГЕС Ānjiāng (安江水电站) — гідроелектростанція у центральній частині Китаю в провінції Хунань. Знаходячись між ГЕС Hóngjiāng (вище по течії) та ГЕС Тунвань, входить до складу каскаду на річці Юаньцзян, котра впадає до розташованого на правобережжі Янцзи великого озера Дунтін.
В межах проекту річку перекрили бетонною греблею, яка утримує водосховище з об'ємом 232 млн м3 та нормальним рівнем поверхні на позначці 165 метрів НРМ.
Інтегрований у греблю машинний зал обладнали чотирма бульбовими турбінами потужністю по 35 МВт, котрі забезпечують виробництво 562 млн кВт-год електроенергії на рік.